# Anelassorhynchus mucosus
Anelassorhynchus mucosus är en djurart som tillhör fylumet skedmaskar, och som först beskrevs av Ikeda 1904.  Anelassorhynchus mucosus ingår i släktet Anelassorhynchus och familjen Echiuridae. Inga underarter finns listade i Catalogue of Life.